# Championnat DTM 2024
Navigation
2023 2025
Le championnat Deutsche Tourenwagen Masters 2024 est la trente-huitième saison du premier championnat  de course automobile allemand et également la vingt-cinquième saison sous le nom de Deutsche Tourenwagen Masters depuis la reprise du championnat en 2000. C'était la quatrième saison du DTM à se dérouler sous la réglementation GT3, et la deuxième saison avec l'ADAC comme promoteur après la cessation des activités d'ITR à la fin de l'année 2022.

## Repères en début de saison
- Thomas Preining et son équipe Manthey EMA sont les champions en titre.

### Pilotes
- René Rast en 2017, 2018 et 2020, Marco Wittmann en 2014, 2016, Sheldon van der Linde en 2022 et Thomas Preining en 2023, sont les quatre champions en activité ;

## Calendrier de la saison 2024
Le 4 août 2023, l'ADAC avait dévoilé le calendrier de la saison 2024 du DTM. Le calendrier est identique à l'année dernière juste quelque changement dans les manches entre Zandvoort, Norisring, Nürburgring et EuroSpeedway Lausitz
| Manche | Circuit                       | Localité                           | Course 1     | Course 2     |
| ------ | ----------------------------- | ---------------------------------- | ------------ | ------------ |
| 1      | Motorsport Arena Oschersleben | Oschersleben, Saxe-Anhalt          | 27 Avril     | 28 Avril     |
| 2      | EuroSpeedway Lausitz          | Klettwitz, Brandebourg             | 25 Mai       | 26 Mai       |
| 3      | Circuit de Zandvoort          | Zandvoort, Hollande-Septentrionale | 8 Juin       | 9 Juin       |
| 4      | Norisring                     | Nuremberg, Bavière                 | 6 Juillet    | 7 Juillet    |
| 5      | Nürburgring                   | Nürburg, Rhénanie-Palatinat        | 17 Août      | 18 Août      |
| 6      | Sachsenring                   | Hohenstein-Ernstthal, Saxe         | 7 Septembre  | 8 Septembre  |
| 7      | Red Bull Ring                 | Spielberg, Styrie                  | 28 Septembre | 29 Septembre |
| 8      | Hockenheimring                | Hockenheim, Baden-Württemberg      | 19 Octobre   | 20 Octobre   |

## Écuries et pilotes
Toutes les voitures sont équipées de pneumatiques Pirelli.
| Constructeurs | Voitures                         | Moteurs                     | Écuries                                   | No. | Pilotes               | Status | Manches  |
| ------------- | -------------------------------- | --------------------------- | ----------------------------------------- | --- | --------------------- | ------ | -------- |
| Audi          | Audi R8 LMS Evo II               | Audi DAR 5.2 L V10          | Team Abt Sportsline                       | 3   | Kelvin van der Linde  |        | Toutes   |
| Audi          | Audi R8 LMS Evo II               | Audi DAR 5.2 L V10          | Team Abt Sportsline                       | 7   | Ricardo Feller        |        | Toutes   |
| BMW           | BMW M4 GT3                       | BMW S58B30T0 3.0 L Turbo I6 | Schubert Motorsport                       | 11  | Marco Wittmann        |        | Toutes   |
| BMW           | BMW M4 GT3                       | BMW S58B30T0 3.0 L Turbo I6 | Schubert Motorsport                       | 31  | Sheldon van der Linde |        | Toutes   |
| BMW           | BMW M4 GT3                       | BMW S58B30T0 3.0 L Turbo I6 | Schubert Motorsport                       | 33  | René Rast             |        | Toutes   |
| Ferrari       | Ferrari 296 GT3                  | Ferrari F163 3.0 L Turbo V6 | Emil Frey Racing                          | 14  | Jack Aitken           |        | Toutes   |
| Ferrari       | Ferrari 296 GT3                  | Ferrari F163 3.0 L Turbo V6 | Emil Frey Racing                          | 69  | Thierry Vermeulen     |        | Toutes   |
| Lamborghini   | Lamborghini Huracán GT3 Evo 2    | Lamborghini DGF 5.2 L V10   | Grasser Racing Team                       | 19  | Luca Engstler         |        | Toutes   |
| Lamborghini   | Lamborghini Huracán GT3 Evo 2    | Lamborghini DGF 5.2 L V10   | Grasser Racing Team                       | 63  | Christian Engelhart   |        | 1-3      |
| Lamborghini   | Lamborghini Huracán GT3 Evo 2    | Lamborghini DGF 5.2 L V10   | Grasser Racing Team                       | 63  | Franck Perrera        |        | 4-5, 7-8 |
| Lamborghini   | Lamborghini Huracán GT3 Evo 2    | Lamborghini DGF 5.2 L V10   | Grasser Racing Team                       | 63  | Jordan Pepper         |        | 6        |
| Lamborghini   | Lamborghini Huracán GT3 Evo 2    | Lamborghini DGF 5.2 L V10   | SSR Performance                           | 92  | Mirko Bortolotti      |        | Toutes   |
| Lamborghini   | Lamborghini Huracán GT3 Evo 2    | Lamborghini DGF 5.2 L V10   | SSR Performance                           | 94  | Nicki Thiim           |        | Toutes   |
| Lamborghini   | Lamborghini Huracán GT3 Evo 2    | Lamborghini DGF 5.2 L V10   | Paul Motorsport                           | 71  | Maximilian Paul       |        | Toutes   |
| Mclaren       | Mclaren 720S GT3 Evo             | Mclaren M840T 4.0 L V8      | Dörr Motorsport                           | 25  | Ben Dörr              |        | Toutes   |
| Mclaren       | Mclaren 720S GT3 Evo             | Mclaren M840T 4.0 L V8      | Dörr Motorsport                           | 85  | Clemens Schmid        |        | Toutes   |
| Mercedes-AMG  | Mercedes-AMG GT3 Evo             | Mercedes-AMG M159 6.2 L V8  | \| \| Mercedes-AMG Team Winward Racing \| | 22  | Lucas Auer            |        | Toutes   |
| Mercedes-AMG  | Mercedes-AMG GT3 Evo             | Mercedes-AMG M159 6.2 L V8  | \| \| Mercedes-AMG Team Winward Racing \| | 130 | Maro Engel            |        | Toutes   |
| Mercedes-AMG  | Mercedes-AMG GT3 Evo             | Mercedes-AMG M159 6.2 L V8  | Team HRT                                  | 4   | Luca Stolz            |        | 1-7      |
| Mercedes-AMG  | Mercedes-AMG GT3 Evo             | Mercedes-AMG M159 6.2 L V8  | Team HRT                                  | 4   | Jules Gounon          |        | 8        |
| Mercedes-AMG  | Mercedes-AMG GT3 Evo             | Mercedes-AMG M159 6.2 L V8  | Team HRT                                  | 36  | Arjun Maini           |        | Toutes   |
| Porsche       | Porsche 911 GT3 R (992)          | Porsche M97/80 4.2 L Flat-6 | Manthey EMA                               | 90  | Ayhancan Güven        |        | Toutes   |
| Porsche       | Porsche 911 GT3 R (992)          | Porsche M97/80 4.2 L Flat-6 | Manthey EMA                               | 91  | Thomas Preining       |        | Toutes   |
|               | Mercedes-AMG Team Winward Racing |                             |                                           |     |                       |        |          |

## Résultats et Classement

### Résumé de la saison
| Manche | Manche | Circuit                       | Pole position        | Tour le plus rapide  | Pilote victorieux     | Écurie victorieuse  | Constructeur victorieux |
| ------ | ------ | ----------------------------- | -------------------- | -------------------- | --------------------- | ------------------- | ----------------------- |
| 1      | R1     | Motorsport Arena Oschersleben | Jack Aitken          | Ricardo Feller       | Jack Aitken           | Emil Frey Racing    | Ferrari                 |
| 1      | R2     | Motorsport Arena Oschersleben | Mirko Bortolotti     | Maro Engel           | Luca Engstler         | Grasser Racing Team | Lamborghini             |
| 2      | R1     | EuroSpeedway Lausitz          | Kelvin van der Linde | Kelvin van der Linde | Kelvin van der Linde  | Team Abt Sportsline | Audi                    |
| 2      | R2     | EuroSpeedway Lausitz          | Thomas Preining      | Kelvin van der Linde | Thomas Preining       | Manthey EMA         | Porsche                 |
| 3      | R1     | Circuit de Zandvoort          | Jack Aitken          | Ben Dörr             | Jack Aitken           | Emil Frey Racing    | Ferrari                 |
| 3      | R2     | Circuit de Zandvoort          | Maximilian Paul      | Nicki Thiim          | Marco Wittmann        | Schubert Motorsport | BMW                     |
| 4      | R1     | Norisring                     | Jack Aitken          | Maximilian Paul      | René Rast             | Schubert Motorsport | BMW                     |
| 4      | R2     | Norisring                     | Nicki Thiim          | Nicki Thiim          | Nicki Thiim           | SSR Performance     | Lamborghini             |
| 5      | R1     | Nürburgring                   | Kelvin van der Linde | Kelvin van der Linde | Kelvin van der Linde  | Team Abt Sportsline | Audi                    |
| 5      | R2     | Nürburgring                   | Maro Engel           | Ayhancan Güven       | Sheldon van der Linde | Schubert Motorsport | BMW                     |
| 6      | R1     | Sachsenring                   | Jack Aitken          | Thierry Vermeulen    | Jack Aitken           | Emil Frey Racing    | Ferrari                 |
| 6      | R2     | Sachsenring                   | Thierry Vermeulen    | Thierry Vermeulen    | Luca Stolz            | Team HRT            | Mercedes-AMG            |
| 7      | R1     | Red Bull Ring                 | Arjun Maini          | Maro Engel           | Mirko Bortolotti      | SSR Performance     | Lamborghini             |
| 7      | R2     | Red Bull Ring                 | Mirko Bortolotti     | Thomas Preining      | René Rast             | Schubert Motorsport | BMW                     |
| 8      | R1     | Hockenheimring                | Kelvin van der Linde | Jules Gounon         | Kelvin van der Linde  | Team Abt Sportsline | Audi                    |
| 8      | R2     | Hockenheimring                | Mirko Bortolotti     | Luca Engstler        | Luca Engstler         | Grasser Racing Team | Lamborghini             |

### Système de points
Les points de la course sont attribués aux 10 premiers pilotes classés. 1 point est attribué pour le meilleur tour en course, même si le pilote termine hors du top 10. 3, 2 et 1 points sont attribués aux trois premiers classés des qualifications.
Ce système d'attribution des points est utilisé pour chaque course du championnat.
| Courses | 1er | 2e | 3e | 4e | 5e | 6e | 7e | 8e | 9e | 10e | 11e | 12e | 13e | 14e | 15e |
| Points  | 25  | 20 | 16 | 13 | 11 | 10 | 9  | 8  | 7  | 6   | 5   | 4   | 3   | 2   | 1   |

| Qualifications | 1er | 2e | 3e |
| Points         | 3   | 2  | 1  |

### Classement des pilotes
| Pos. | Driver                | OSC | OSC  | LAU | LAU | ZAN | ZAN | NOR | NOR | NÜR | NÜR | SAC | SAC | RBR | RBR  | HOC | HOC | Points |
| ---- | --------------------- | --- | ---- | --- | --- | --- | --- | --- | --- | --- | --- | --- | --- | --- | ---- | --- | --- | ------ |
| 1    | Mirko Bortolotti      | 2   | 151  | 11  | 43  | 9   | 2   | 53  | 32  | 2   | 9   | 23  | 7   | 1   | 41   | 5   | 21  | 238    |
| 2    | Kelvin van der Linde  | 12  | 5    | 1   | 2   | 13  | 3   | 6   | 9   | 1   | 4   | 8   | 2   | 8   | 5    | 1   | 12  | 221    |
| 3    | Maro Engel            | 13  | 2    | 2   | 7   | 11  | 13  | 8   | 23  | 3   | 21  | 3   | 5   | 23  | 8    | 4   | 10  | 203    |
| 4    | René Rast             | 7   | 7    | Ret | 6   | 2   | 7   | 1   | 5   | 11  | 17  | 7   | 9   | 9   | 13   | 7   | 3   | 172    |
| 5    | Thomas Preining       | 10  | 13   | 32  | 1   | 14  | 10  | 14  | 6   | 7   | 7   | 61  | 4   | 12  | 2    | 14  | 4   | 158    |
| 6    | Sheldon van der Linde | 4   | 6    | 6   | 8   | 6   | 8   | 72  | 14  | 13  | 1   | 9   | 8   | 11  | 6    | 11  | 9   | 142    |
| 7    | Arjun Maini           | 83  | 4    | 7   | 12  | 3   | 6   | 15  | 4   | 10  | Ret | 5   | Ret | 31  | 3    | 8   | 13  | 139    |
| 8    | Jack Aitken           | 1   | Ret3 | 16  | 14  | 1   | 16  | 91  | 18  | 5   | 13  | 12  | 6   | 14  | 10   | Ret | 16  | 128    |
| 9    | Luca Stolz            | 5   | 32   | 10  | DSQ | 10  | 5   | 11  | 7   | 12  | 11  | 4   | 13  | 4   | Ret  |     |     | 127    |
| 10   | Lucas Auer            | 6   | 11   | 4   | 10  | 5   | Ret | Ret | 10  | 43  | 12  | 12  | 12  | 7   | Ret  | 2   | 8   | 116    |
| 11   | Ricardo Feller        | 3   | 9    | 53  | 32  | 8   | 11  | 13  | 12  | 9   | 82  | Ret | Ret | 10  | 12   | 12  | 63  | 115    |
| 12   | Marco Wittmann        | 18  | 10   | 13  | 9   | 7   | 1   | 12  | 11  | 6   | 3   | 13  | DSQ | Ret | 11   | 9   | 7   | 110    |
| 13   | Nicki Thiim           | Ret | Ret  | 8   | Ret | 12  | 14  | 4   | 1   | 8   | Ret | 14  | 10  | 13  | 16   | 10  | 52  | 93     |
| 14   | Luca Engstler         | 11  | 1    | 14  | 5   | Ret | 12  | 3   | 19  | 18  | 15  | Ret | Ret | 18  | Ret2 | 15  | 1   | 92     |
| 15   | Thierry Vermeulen     | 9   | Ret  | 17  | 13  | 15  | 43  | 17  | 15  | 16  | 6   | 11  | 31  | DSQ | 13   | 13  | 11  | 71     |
| 16   | Ayhancan Güven        | 14  | 14   | 15  | 11  | 17  | Ret | 16  | 8   | 17  | 5   | DSQ | 13  | 5   | 7    | 3   | 19  | 69     |
| 17   | Franck Perera         |     |      |     |     |     |     | 2   | 13  | 14  | 10  |     |     | 16  | 9    | Ret | 15  | 39     |
| 18   | Maximilian Paul       | 17  | DSQ  | 12  | Ret | Ret | 91  | 10  | Ret | 15  | 16  | 15  | Ret | 62  | 14   | 16  | 14  | 38     |
| 19   | Clemens Schmid        | 15  | 12   | 19  | Ret | 42  | Ret | 18  | 17  | 20  | DNS | Ret | 11  | 15  | 15   | 17  | 17  | 27     |
| 20   | Christian Engelhart   | 16  | 8    | 9   | 16  | Ret | Ret |     |     |     |     |     |     |     |      |     |     | 15     |
| 21   | Jules Gounon          |     |      |     |     |     |     |     |     |     |     |     |     |     |      | 6   | Ret | 10     |
| 22   | Jordan Pepper         |     |      |     |     |     |     |     |     |     |     | 10  | Ret |     |      |     |     | 6      |
| 23   | Ben Dörr              | Ret | 16   | 18  | 15  | 16  | 15  | Ret | 16  | 19  | 14  | 16  | Ret | 17  | 17   | 18  | 18  | 4      |